# São José FC
O São José Futebol Clube é uma agremiação esportiva timorense sediada em Díli, capital do Timor-Leste.
Disputa atualmente a terceira divisão da Liga Futebol Timor-Leste, o campeonato nacional e Copa FFTL.

## História
Sua campanha de maior destaque foi na Copa FFTL de 2024 (a copa nacional), na qual chegou às finais eliminando clubes de divisões superiores, como o Lica-Lica Lemorai, e tornou-se campeão.